# Мо (фамилия)
Мо — китайская клановая фамилия.

Вьетнамское произношение — Мак (Mạc). Корейское произношение — Мук (묵) (в Корее есть только 墨).
Через написание Мо также может передаваться кантонское произношение китайской фамилии Мао (иер. 毛, кант.-рус. Моу; англ. Mo).
莫 — модальное запретительное отрицание «нельзя». Мо (莫 ; мохуа, мак) — кам-суйский народ в Китае. Численность по оценке 2008 года 22 тыс. чел. Живут на юге Гуйчжоу (северо-запад уезда Либо и прилегающие районы уезда Душань Цяньнань-буи-мяоского автономного округа).
墨 — китайская тушь. См. также Моцзян.

## Известные Мо
- Мак Данг Зунг (莫登庸 , Mạc Đăng Dung , 1483—1541) — правитель Вьетнама, основатель династии Мак (1527—1592).
- Мо Сюаньцин (莫宣卿; Mò Xuānqīng, 834 — ?) — уроженец провинции Гуандун, прославившийся тем, что в возрасте 17 лет занял первое место в сдаче государственных экзаменов.
- Та Мок 塔莫 (на кхмерском — «Дедушка Мок», 1926—2006) — псевдоним Чит Чоына, одного из руководителей красных кхмеров.
- Мо Кэ (莫科; род. 1982) — китайский баскетболист.
- Мо Цзы (墨子; ок. 470 — ок. 391 до н. э.) — древнекитайский философ, разработавший учение о всеобщей любви.
- Мо Янь (кит. 莫言; род. 1955) — китайский писатель.

## Другое
- Через иероглиф 莫 пишется Москва 莫斯科 и др.
- Через иероглиф 墨 пишется Мексика 墨西哥 и др.